# فریدون سلیمی‌نیا
فریدون سلیمی‌نیا (زادهٔ ۱۳۳۵ در محمودآباد (شاهین‌دژ)) نمایندهٔ حوزهٔ انتخابیهٔ میاندوآب در دورهٔ پنجم مجلس شورای اسلامی بوده‌است. وی پیش‌تر در دورهٔ دوم نیز عضو این مجلس بود.